# Рівнопілля (Бериславський район)
Рівнопі́лля — село в Україні, в Кочубеївській сільській територіальній громаді Бериславського району Херсонської області. Населення становить 95 осіб.

## Історія
12 червня 2020 року, відповідно до Розпорядження Кабінету Міністрів України від № 726-р «Про визначення адміністративних центрів та затвердження територій територіальних громад Херсонської області», увійшло до складу Кочубеївської сільської громади.
19 липня 2020 року, в результаті адміністративно-територіальної реформи та ліквідації   Високопільського району.увійшло до складу Бериславського району.

## Населення
Згідно з переписом УРСР 1989 року чисельність наявного населення села становила 138 осіб, з яких 65 чоловіків та 73 жінки.
За переписом населення України 2001 року в селі мешкало 95 осіб.

### Мовний склад
Рідна мова населення за даними перепису 2001 року:
| Мова       | Чисельність, осіб | Доля     |
| ---------- | ----------------- | -------- |
| Українська | 69                | 72,63 %  |
| Російська  | 14                | 14,74 %  |
| Молдовська | 12                | 12,63 %  |
| Разом      | 95                | 100,00 % |